# Komunikator (Star Trek)

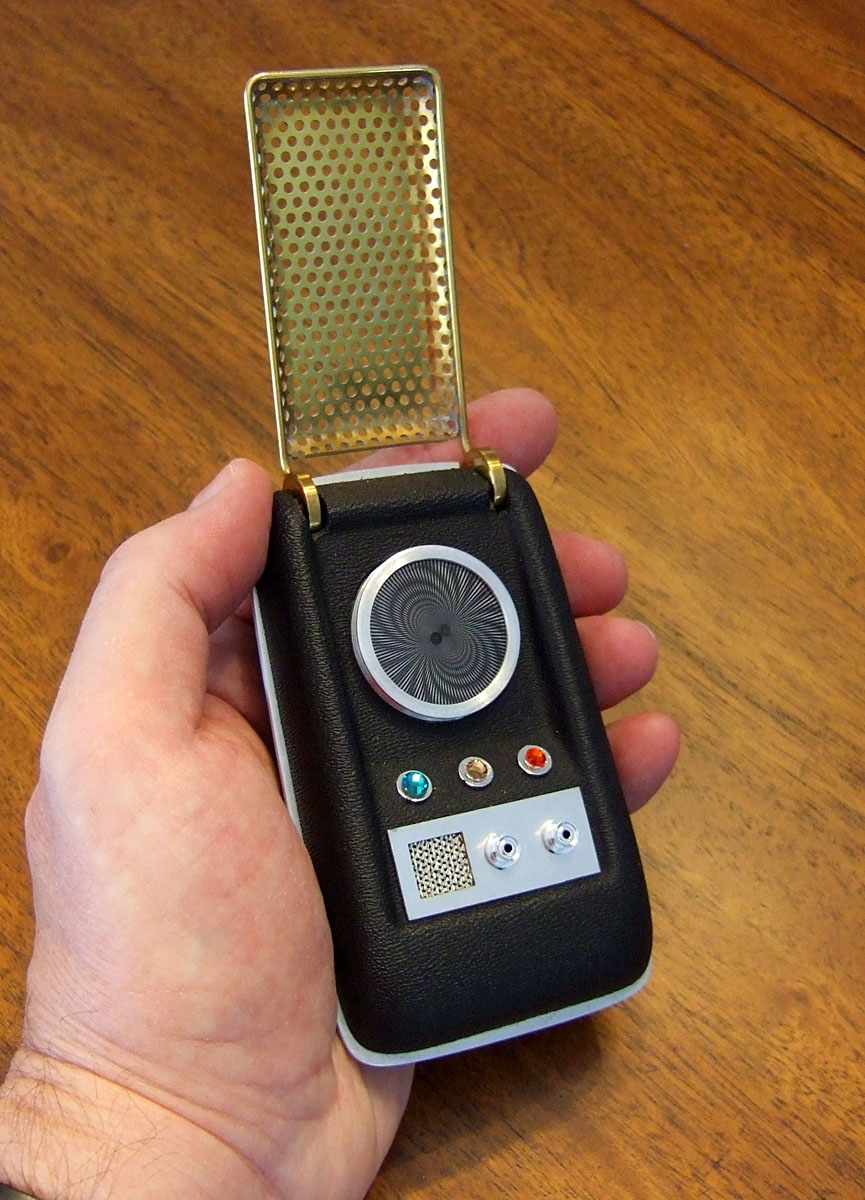
Replika komunikatora z serialu Star Trek: Seria oryginalna

Komunikator to w fikcyjnym uniwersum Star Trek poręczne urządzenie służące jako środek komunikacji krótko-, średnio- i dalekozasięgowej pomiędzy członkami załóg Gwiezdnej Floty a także pomiędzy załogantami a komputerami na pokładach statków Floty. Ten ostatni wariant miał często miejsce, gdy dochodziło do misji wypadowych na planety lub inne statki kosmiczne.

## Warianty
Wygląd i funkcje komunikatora zmieniały się wraz z rozwojem sagi Star Trek i technologii – zarówno dostępnej twórcom, jak i omawianej w serialach i filmach sagi.

### Star Trek: Seria oryginalna
Komunikator w Star Trek: Seria oryginalna (ST:TOS) – pierwszym serialu sagi – dał swym wyglądem jak i samą ideą działania znacznego prztyczka inżynierom branży telekomunikacyjnej. Pierwsze telefony komórkowe firmy Motorola (amerykańskiego pioniera telefonii komórkowej) do złudzenia przypominały komunikator z ST:TOS.

### Późniejsze seriale
W następnych serialach: Star Trek: Następne pokolenie, Star Trek: Deep Space Nine oraz Star Trek: Voyager, komunikatory przybrały formę noszonej na prawej piersi odznaki-symbolu Gwiezdnej Floty. Oprócz komunikacji interpersonalnej, za pomocą tych komunikatorów (zwanych po angielsku commbadge, czyli komunikatoro-odznaką) można było prowadzić symultaniczne tłumaczenie dzięki wbudowanemu uniwersalnemu tłumaczowi, a także wydawać głosowe polecenia systemowi LCARS w takich sytuacjach, jak misje wypadowe na planety, statki itp.

### Daleka przyszłość
W kilku odcinkach serialu Voyager pojawia się powracający motyw USS Relativity, XXIX-wiecznego federacyjnego statku, którego zadaniem jest wędrowanie w czasie i naprawa przypadkowych lub celowych interwencji w przeszłość lub przyszłość. Na mundurach załogantów znajduje się komunikator.